# Lecointe-Guyot
Der Lecointe-Guyot ist ein küstenferner Guyot (tafelbergartiger Tiefseeberg) im Südlichen Ozean nördlich der Bellingshausen-See. Er gehört wie der 125 km südöstlich gelegene Belgica-Guyot zu den De-Gerlache-Seamounts.
Der Lecointe-Guyot liegt etwa 290 km nordöstlich des Dallmann Seamounts, 430 km nördlich der Peter-I.-Insel und 760 km nördlich von Thurston Island vor der Eights-Küste Westantarktikas. Er ist an seinem Fuß in Nord-Süd-Richtung 90 km lang und in Ost-West-Richtung 60 km breit. Seine Flanken steigen mit einem durchschnittlichen Gefälle von 11° mehr als 4000 Meter bis zu einem 200 km² großen Plateau an, das sich 350 bis 500 m unter dem Meeresspiegel befindet. Dieses Plateau ist annähernd kreisförmig mit einem Durchmesser von 17 km.
Der Guyot wurde 1995 von der Besatzung des deutschen Forschungsschiffs Polarstern systematisch untersucht. Seine Benennung erfolgte auf Vorschlag von Rick Hagen vom Alfred-Wegener-Institut. Diese wurde im Juli 1997 vom US-amerikanischen Advisory Committee on Undersea Features anerkannt. Namensgeber ist Georges Lecointe (1869–1929), der Kapitän der Belgica auf der gleichnamigen Antarktisexpedition (1897–1899) des belgischen Polarforschers Adrien de Gerlache de Gomery.